# Rolf van den Brink
Rolf van den Brink, född 28 september 1958, är en svensk journalist och fotograf.

## Biografi
van den Brink är uppvuxen i Grums och Haarlem.
I oktober 1998 startade van den Brink branschtidningen Dagens Media tillsammans med Henrik Meerburg och Mathias Kallio. Han var dess chefredaktör och ansvarig utgivare fram till augusti 2008.
År 2007 startade han webbmagasinet Dagens Story tillsammans med Susanna Popova.
När Resumé utsåg Sveriges 99 mediemäktigaste personer 2007 kom Rolf van den Brink på plats 89.
År 2010 grundade han Dagens Opinion. År 2014 startade han Beaconomist, en digital yrkestidning för publicister.